# اچ‌ام‌اس بگ‌شات (جی۵۷)
اچ‌ام‌اس بگ‌شات (جی۵۷) (به انگلیسی: HMS Bagshot (J57)) یک کشتی بود که طول آن ۲۳۱ فوت (۷۰ متر) بود. این کشتی در سال ۱۹۱۸ ساخته شد.